# Экология Московской области
Экологическая ситуация в Московской области тяжёлая; загрязнены как районы, прилегающие к Москве, так и промышленные районы востока и юго-востока области. Наибольшую экологическую опасность представляют сточные воды промышленных и животноводческих предприятий; выбросы предприятий энергетики (Каширской и Шатурской ГРЭС и др.); базы захоронения бытовых и промышленных отходов (в ближайших к столице районах) — например, крупнейшая в Европе Тимоховская свалка; стареющие военные и особенно аэродромные топливохранилища и топливопроводы; хранилище ядерных отходов (в Сергиево-Посадском районе). Значительное влияние на экологическую ситуацию в области оказывают промышленность, транспорт и коммунальное хозяйство Москвы. Москва, получая воду с севера и запада, сбрасывает сточные воды на юг и юго-восток, вниз по течению Москвы-реки:205.

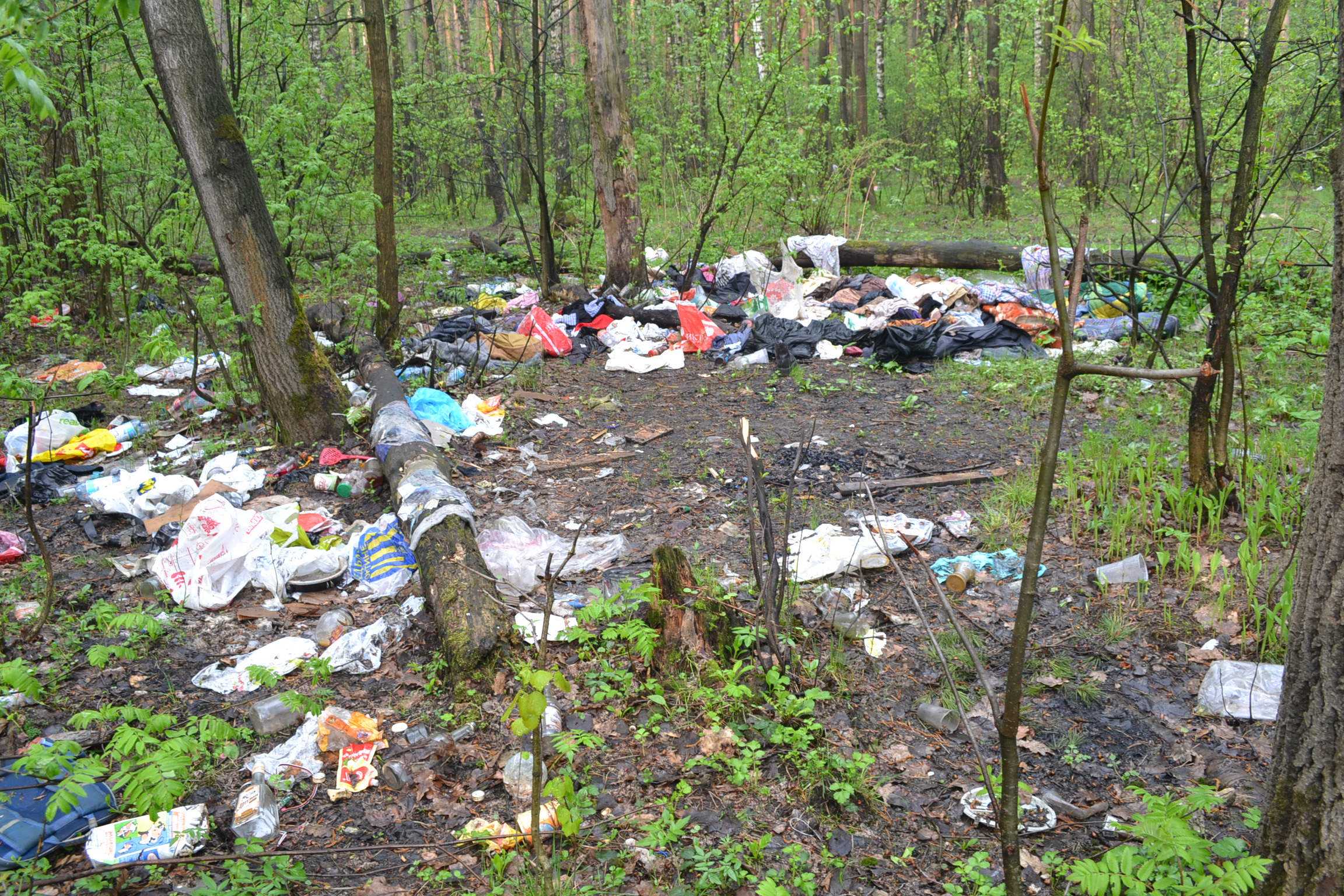
Стихийная свалка в Салтыковском лесу

Наблюдения в 2007 году показали, что наиболее высокий уровень загрязнения отмечается в Воскресенске, Клину, повышенный — в Дзержинском, Коломне, Мытищах, Подольске, Серпухове, Щёлкове и Электростали, низкий — в Приокско-Террасном биосферном заповеднике. Специфическими примесями, вносящими существенный вклад в общий фон атмосферного загрязнения, являются: для Москвы — формальдегид и фенол, для Воскресенска — аммиак и фторид водорода, для Клина, Коломны, Мытищ и Подольска — формальдегид, Серпухова — фенол. По выбросам загрязняющих веществ в атмосферный воздух, отходящих от твёрдых источников (2010—205 тыс. т), область с начала 2000-х годов занимает второе место по Центральному федеральному округу (после Липецкой области). В связи с экономическим подъёмом 2000-х годов и, в частности, высокими темпами строительства количество объектов, осуществляющих выбросы загрязняющих веществ в атмосферу, увеличилось с 2005 по 2010 годы в 2 раза. Наибольшее загрязнение поверхностных вод отмечено в центре и на востоке области, особенно сильно загрязнены реки Москва, Ока, Клязьма. По объёму сброса загрязнённых сточных вод в поверхностные водные объекты Московская область стабильно занимает второе место в ЦФО после Москвы (1990—770 млн м3, 2010—1309 млн м3). В районе Москвы и в крупных городах (в частности, в Подольске, Орехово-Зуеве, Серпухове, Луховицах, Ступине) сильно загрязнены также грунтовые воды. Почвы Московской области сильно загрязнены минеральными удобрениями и ядохимикатами, а также бытовыми и производственными отходами, мусором. Особенно велика степень загрязнения почв в пригородной зоне Москвы, а также на востоке (в Орехово-Зуевском и Ногинском районах) и юго-востоке области (в Воскресенском районе).
На территории Московской области размещается большой объём твёрдых бытовых отходов (свыше 8 млн т в год, причём 5 млн т ввозятся из Москвы); среднегодовой прирост объёмов образования отходов достигает 6 %. В области было зарегистрировано 210 полигонов и свалок, часть из которых не эксплуатируется. 43 из них имели статус официальных, многие полуофициальны, но только два полигона были построены по специально разработанным проектам. В подавляющем большинстве полигоны ТБО возникали стихийно, без учёта природоохранных требований, в отработанных карьерах, различных выемках, котлованах.

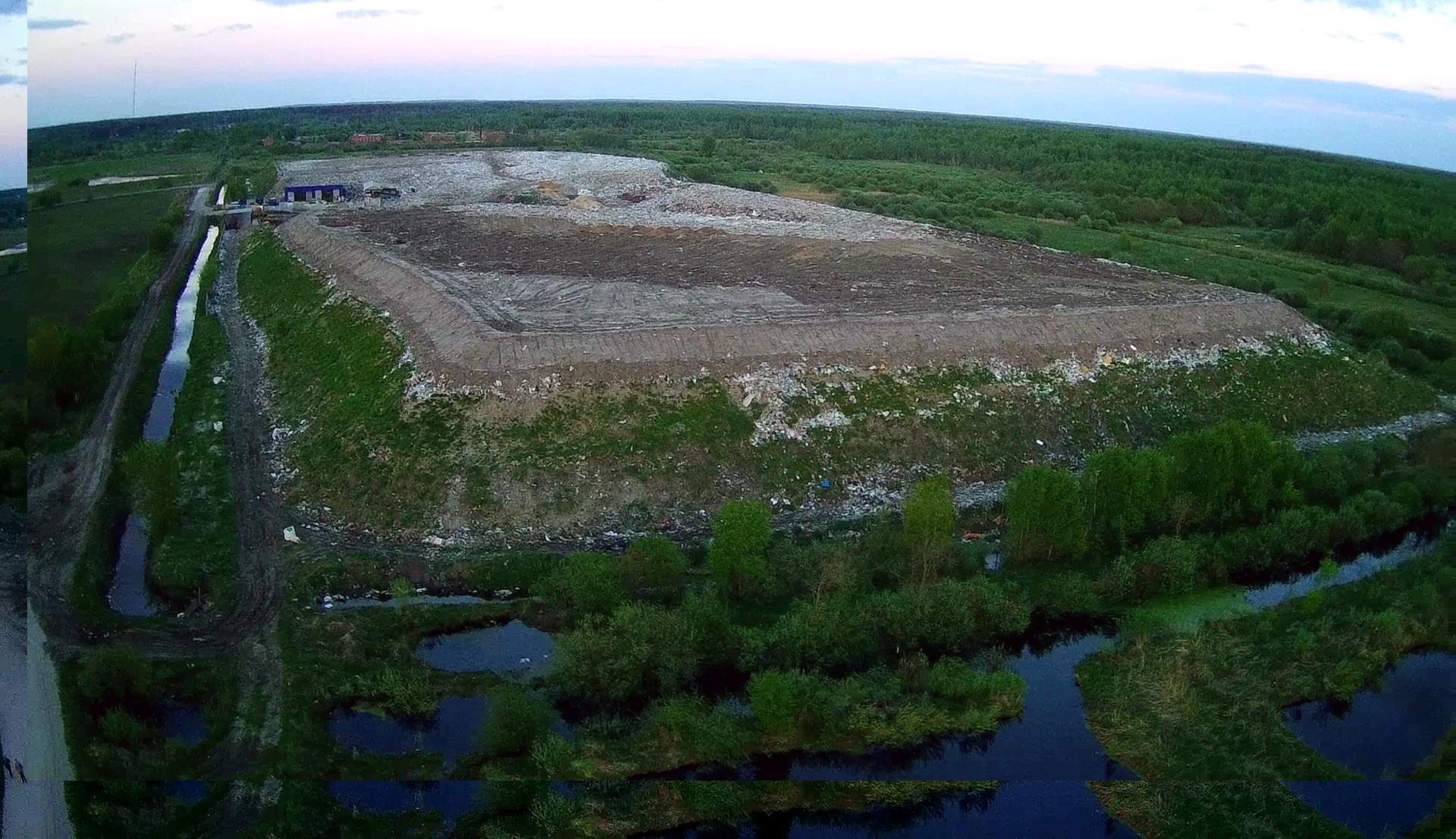
Полигон твёрдых бытовых отходов «Шатурский» 12 мая 2018 года

Большинство действующих полигонов ТБО перегружено, у многих из них заканчивается срок эксплуатации в связи с полным заполнением. Так, в 2006—2007 годах были исчерпаны свободные ёмкости полигонов ТБО Московской области «Саларьево» (Ленинский район); «Жирошкино» (городской округ Домодедово), «Павловское» (Истринский район), «Каргашино» (Мытищинский район), «Слизнево» (Наро-Фоминский район); «Шемякино» (Химкинский район) и карьеров «Становое» (Раменский район); «Аннино» (Рузский район); «Торопово» (Раменский район) и «Лыткино» (Солнечногорский район). Ограничен приём отходов на самых крупных полигонах Московской области «Тимохово» (Ногинский район), «Хметьево» (Солнечногорский район) и «Дмитровский» (Дмитровский район). Большая часть действующих полигонов не соответствует ни современным санитарно-эпидемиологическим требованиям, ни требованиям земельного законодательства.

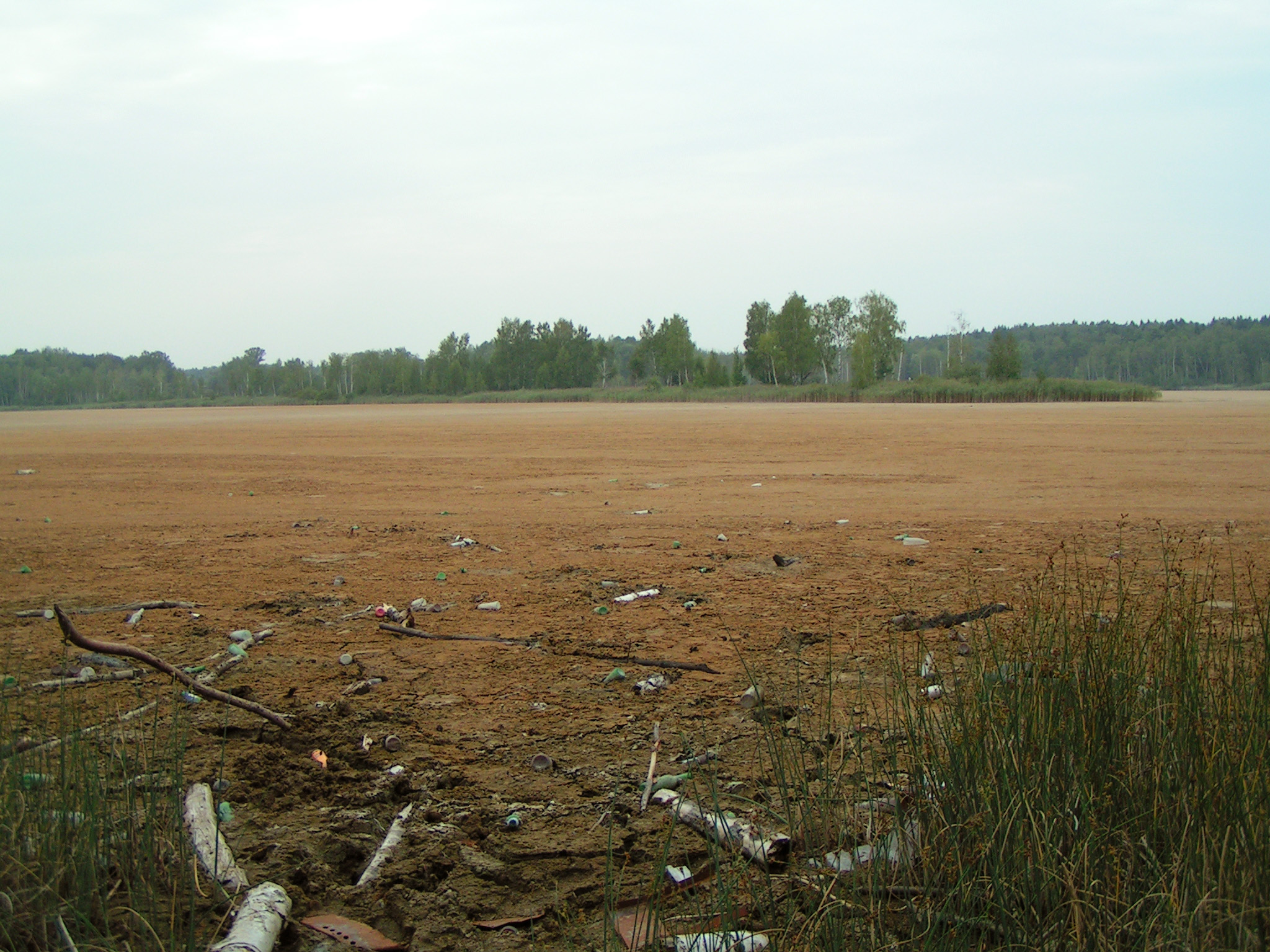
Мазуринское озеро, превращённое в иловый полигон

По состоянию на 2010 год на территории Московской области действовало 37 захоронений ТБО, куда ежегодно свозилось около 7 миллионов тонн мусора (в том числе и из Москвы). Кроме этого имелось более 1,5 тысяч несанкционированных свалок, подлежащих ликвидации. Доля использованных и обезвреженных отходов в общем объёме отходов невелика (в 2011 году — 25 %). С целью сокращения объёма захороняемых на полигонах отходов в Московской области вводятся современные мусоросортировочные комплексы.
Одно из крупнейших экологических мероприятий, проводимых в Московской области, — обводнение торфяников. На эту программу, реализуемую с 2010 года, предполагается выделить свыше 4 млрд рублей; наибольшее число обводняемых участков располагается в Шатурском и Дмитровском районах. После 2010 года, одного из рекордных по количеству торфяных пожаров (тогда в Московской области было зарегистрировано 1318 торфяных пожаров, охвативших площадь в 1276 га), в области реализован большой комплекс профилактических и противопожарных мероприятий.